# Ivanoe Fraizzoli
Ivanoe Fraizzoli (Milano, 2 maggio 1916 – Milano, 8 settembre 1999) è stato un imprenditore e dirigente sportivo italiano, noto per esser stato, dal 1968 al 1984, il sedicesimo presidente  dell'Inter.

## Biografia
Figlio di Leonardo Fraizzoli e della moglie Giuseppina, nasce mentre il padre è al fronte, nella prima guerra mondiale. Il padre scriveva alla moglie che avrebbe voluto chiamarlo Vittorio (o Vittoria, fosse stata femmina), ma la madre ha un'amica che ha da poco perso suo figlio Ivan. Per evitare la connotazione politica che avrebbe avuto un nome russo, decide per Ivanoe. Il padre Leonardo, rientrato, trova lavoro come commesso all’Unione Cooperativa, in via Meravigli, un grande emporio in centro. Nel 1923, con l’aiuto di amici, crea la Fabbrica Italiana di Uniformi Civili, in via Ausonio 16, vicino alla Basilica di Sant'Ambrogio. La nuova azienda ha successo, anche grazie all'uso di macchinari pionieristici importati dall'estero, e presto diventa Manifattura Fraizzoli. Il giovane Ivanoe prende la tessera di socio dell'Ambrosiana Inter nel 1931.
Sta studiando economia e commercio alla Cattolica, vicina a casa, quando, nel gennaio 1941, perde il padre ed eredita la Manifattura Fraizzoli. L'anno seguente si laurea, con una tesi sul sindacalismo americano. Durante la seconda guerra mondiale si vede costretto ad accettare le commesse per la produzione di divise militari, sempre rifiutate dal padre. Nel 1960 assume la carica di dirigente della società nerazzurra e nel 1968 subentra ad Angelo Moratti come presidente. Sotto la sua presidenza l'Inter vincerà due scudetti, nel 1971 e nel 1980, due Coppe Italia, nel 1978 e nel 1982, e un Mundialito Coppa delle stelle nel 1981. Il 18 gennaio 1984 cederà la società nerazzurra a Ernesto Pellegrini per la cifra di sette miliardi di lire.